# قورقنيا
قورقانيا قرية سورية ومركز ناحية قورقينا وتتبع منطقة حارم في محافظة إدلب قضاء حارم تقع إلى شمال غرب مدينة إدلب. تبعد عن حارم 8 كم، بلغ عدد سكان البلدة 2,050 نسمة حسب تعداد عام 2004.
تتربع على هضبة ترتفع عن سطح البحر 800م تبعد عن الحدود التركية 5 كم تقريبا تشتهر بزراعة الزيتون وتتمتع بهواء ونقي وطبيعة ساحرة. و يذكر انها سكنت منذ القدم بدليل الأثار المكتشفة بالمغارات والابار المحفورة ضمن الصخر في القرية ومحيطها.
الموصلات منها وإلى حلب وإدلب و بالعكس متوافرة على مدار الساعة .أكثر مساكنها بسيطة طينية وسكانها يشتهرون بالكرم الريفي .
الآن قورقانيا تعتبر قرية مهجورة بعد أن نزح جميع أهلها إلى تركيا عقب أحداث الثورة السورية